# GRIN2B
GRIN2B (англ. Glutamate receptor, ionotropic, N-methyl D-aspartate 2B) — ген, що кодує NR2B-субодиницю іоноропного глутаматного NMDA-рецептора. Разом з NR2B, в збірці рецептора беруть участь субодиниці інших білків. Вважається, що NMDA-рецептори впливають на довготривалу потенціацію, тобто збільшення ефективності синаптичної передачі, і зокрема залучені в процеси пам'яті й навчання. У ході кількох досліджень також був відмічений можливий зв'язок варіацій гена GRIN2B з розвитком шизофренії. Білки, до яких входить NMDA, гетеродимери, що містять крім білка NMDAR1 (GRIN1) і 1-4 субодиниць NMDAR2: NMDAR2A (GRIN2A), NMDAR2B (GRIN2B), NMDAR2C (GRIN2C) і NMDAR2D (GRIN2D).